# Wallensteingraben
Der Wallensteingraben ist ein Verbindungsgraben zwischen dem Schweriner See und der Ostsee in Wismar. In seinem etwa 20 Kilometer langen Lauf überwindet er 37,8 Höhenmeter. Das heute so bezeichnete Fließgewässer setzt sich aus dem künstlich erschaffenen Abfluss des Schweriner Sees und dem weitgehend ursprünglichen Verlauf des einst Stivine (je nach Quelle auch: Steffine oder Stevina) benannten Baches zusammen. Ein im 16. Jahrhundert erbauter Kanal, der den Bachlauf über weite Teile abkürzte, verfiel bereits wenige Jahre nach seinem Bau wieder.

## Verlauf
Der Wallensteingraben beginnt am Nordufer des Schweriner Sees. Die 1,5 Kilometer lange Verbindung zum nördlich gelegenen Lostener See ist künstlich durch einen Durchstich eines Endmoränenrückens, der dort die Nordsee-Ostsee-Wasserscheide markiert, entstanden. Auf dem Weg zum Lostener See werden die Bahnstrecke Bad Kleinen–Rostock und die Landesstraße 31 unterquert.
Weiter in nördlicher Fließrichtung verläuft der Graben wechselseitig entlang der Bahnstrecke Bad Kleinen–Wismar. Dabei ist der Lauf oberhalb von Moidentin, einem Ortsteil von Dorf Mecklenburg, recht windungsreich. Dort mündet linksseitig die Rummelbeck ein. Südlich von Dorf Mecklenburg wendet sich der Flusslauf von der Bahnstrecke in nordwestlicher Richtung ab. In Dorf Mecklenburg überquert die Bundesstraße 106 den Wallensteingraben. Weiter nördlich führt das Gewässer an Karow vorbei, unterquert die Bundesautobahn 20 und kurz vor Wismar noch einmal die B 106. In jetzt östlicher Fließrichtung verläuft der Graben im Naturschutzgebiet Teichgebiet Wismar-Kluß entlang mehrerer Teiche, unter ihnen der Viereggenhöfer Teich und der Fischteich bei Kluß. Hier wird noch einmal die Bahnstrecke zwischen Bad Kleinen und Wismar unterquert. Nach einer Richtungsänderung nach Norden wird der Wallensteingraben im Mühlenteich aufgestaut; er verlässt diesen an seinem Nordufer. In geringer Entfernung wird die Mündung in einem Wismarer Hafenbecken erreicht.
Der Wallensteingraben mit seiner geringen Tiefe (teilweise deutlich weniger als 50 Zentimeter) und seinem naturbelassenen Bett ist nur für geübte Wasserwanderer bei günstigen Wasserständen befahrbar. Derzeit im Umlauf befindliche Kartenmaterialien zeigen die vorhandenen Hindernisse nur ungenau auf. Neben den bekannten Wehren und Stromschnellen behindern zahlreiche umgestürzte Bäume insbesondere im Wald um Moidentin die Fahrt. Aufgrund des unzugänglichen Ufers ist ein Umtragen der Hindernisse teilweise unmöglich.

## Name
Der Name des Grabens geht auf den Feldherrn Wallenstein zurück, obwohl dieser mit der Planung und dem Bau des Wasserlaufs nichts zu tun hatte. Seine ursprüngliche Bezeichnung war die Viechelnsche Fahrt.

## Geschichte

### Wasserweg
Schon im 14. Jahrhundert wurde die Hansestadt Wismar vom lebenswichtigen Salzhandel mit Lüneburg durch den 1398 fertiggestellten Stecknitzkanal abgeschnitten, weil der Transport auf der Wasserstraße günstiger war als mit dem Wagen. Es wurde nach einem ähnlich kurzen Weg von Dömitz über Elde und Stör gesucht. Bereits 1480 hatte Herzog Magnus II. Planentwürfe für einen Kanal zwischen Schwerin und Wismar erstellen lassen. Später kam der Gedanke auf, Wismar mit dem Schaalsee zu verbinden, der über die Schaale zur Elbe abfließt.
Ein natürlicher Abfluss des Schweriner Sees zur Ostsee bestand nicht. Jedoch floss aus dem 1,5 Kilometer nördlich des Schweriner Sees befindlichen Lostener See ein Bach, die Stivine, in den Wismarer Mühlenteich ab.

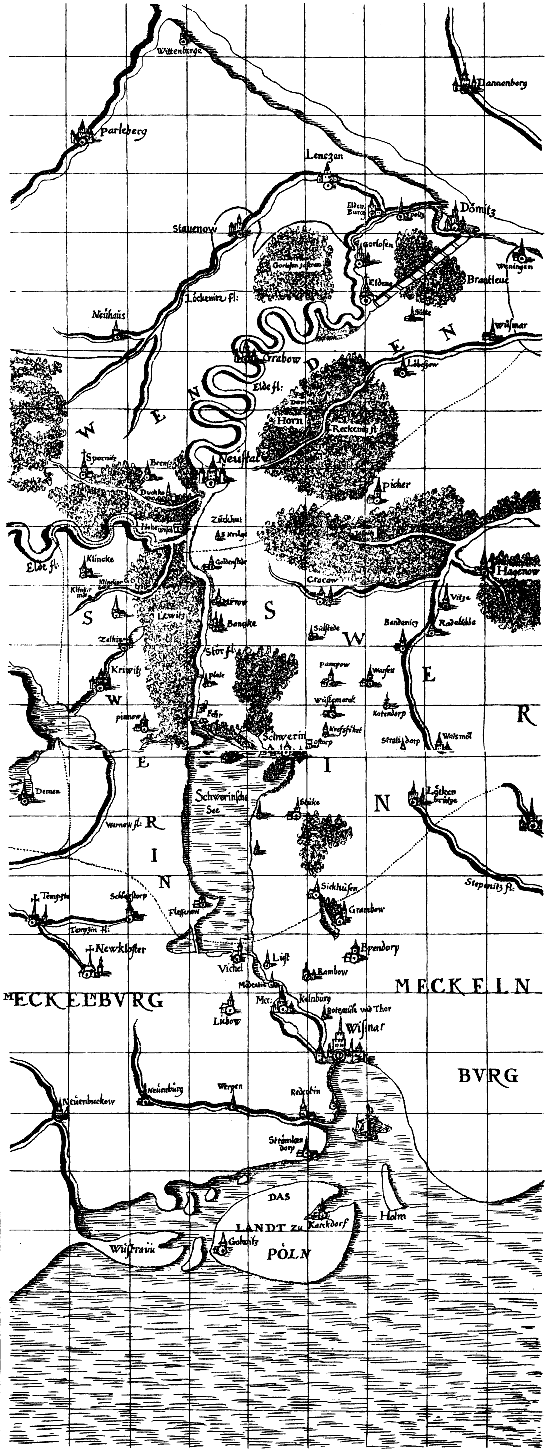
Karte Tilemann Stellas zur geplanten Verbindung von der Elbe bis zur Ostsee von 1576

Bereits im 15. Jahrhundert planten Wismarsche Kaufleute den Bau eines Schifffahrtsweges von der Elbe über den Schweriner See zur Ostsee. Im Jahr 1531 begann unter Herzog Albrecht VII. der Bau ab Hohen Viecheln in einem ersten Abschnitt bis zum Lostener See. Ab dort sollte der vorhandene Bachlauf der Stivine genutzt werden, weiteres scheiterte jedoch zunächst an der Uneinigkeit mit seinem Mitregenten und Bruder Heinrich V.
Erst 1565 wurde im Auftrag der Herzöge Johann Albrecht I. und Ulrich durch den Mathematiker, Geografen und Astronomen Tilemann Stella ein Gutachten und Plan für einen Kanal mit 12 Schleusen angefertigt. Mit dem Bau der Viechelnschen Fahrt wurde 1577 begonnen und schon vor der endgültigen Fertigstellung soll das erste Lüneburger Salzschiff 1594 den Kanal befahren haben. Der Kanalverlauf entspricht vollständig der erst 1848 errichteten Bahnstrecke von Bad Kleinen nach Wismar und kürzte somit den westlichen Bogen des ursprünglichen Flusslaufes ab. Der Ausbau des Wasserweges wurde aus Geldmangel eingestellt, und die bereits fertiggestellten Teile verfielen. Teilweise sind noch heute Relikte des einstigen Kanals, wie etwa Spuren von Erdarbeiten für Schleusenanlagen sowie Steine und Ziegel auffindbar. Gleichwohl wird der Kanal in der Zweiten Mecklenburgischen Hauptlandesteilung von 1621 erwähnt. Als Wallenstein ab 1629 kurzzeitig als Herzog in Mecklenburg herrschte, war ihm die strategische Bedeutung des Grabens klar, nachweislich wurde jedoch zu Wallensteins Zeiten am Kanal nicht gearbeitet. Aus diesem Grunde rätselt die Literatur bis heute über den durch nichts begründeten Namenswechsel der Viechelnschen Fahrt in Wallensteingraben.
Geblieben ist ein nicht schiffbarer Wasserlauf, durchschnittlich vier Meter breit, der zum großen Teil durch eine reizvolle Endmoränenlandschaft fließt und durchaus nicht künstlich aussieht. Strecken mit ruhigem, tiefem Wasser wechseln sich ab mit schneller Strömung. Stellenweise springt das Wasser derart über steinigen Grund, dass man vergisst, an einem Niederungsbach zu stehen, so beispielsweise unterhalb der Straßenbrücke nach Rambow. Es verwundert daher nicht, dass der Wallensteingraben ehemals einen sehr guten Salmonidenbestand aufwies und zu Recht zum Salmonidengewässer erklärt wurde. Durch nicht ausreichenden Besatz – nach mehreren Jahren erstmals wieder im Frühjahr 1967 – ist der Bestand zurückgegangen. Die Salmonidenstrecke erstreckt sich vom Lostener See bis zur Papiermühle am Rothentor bei Wismar.

### Nutzungsgeschichte

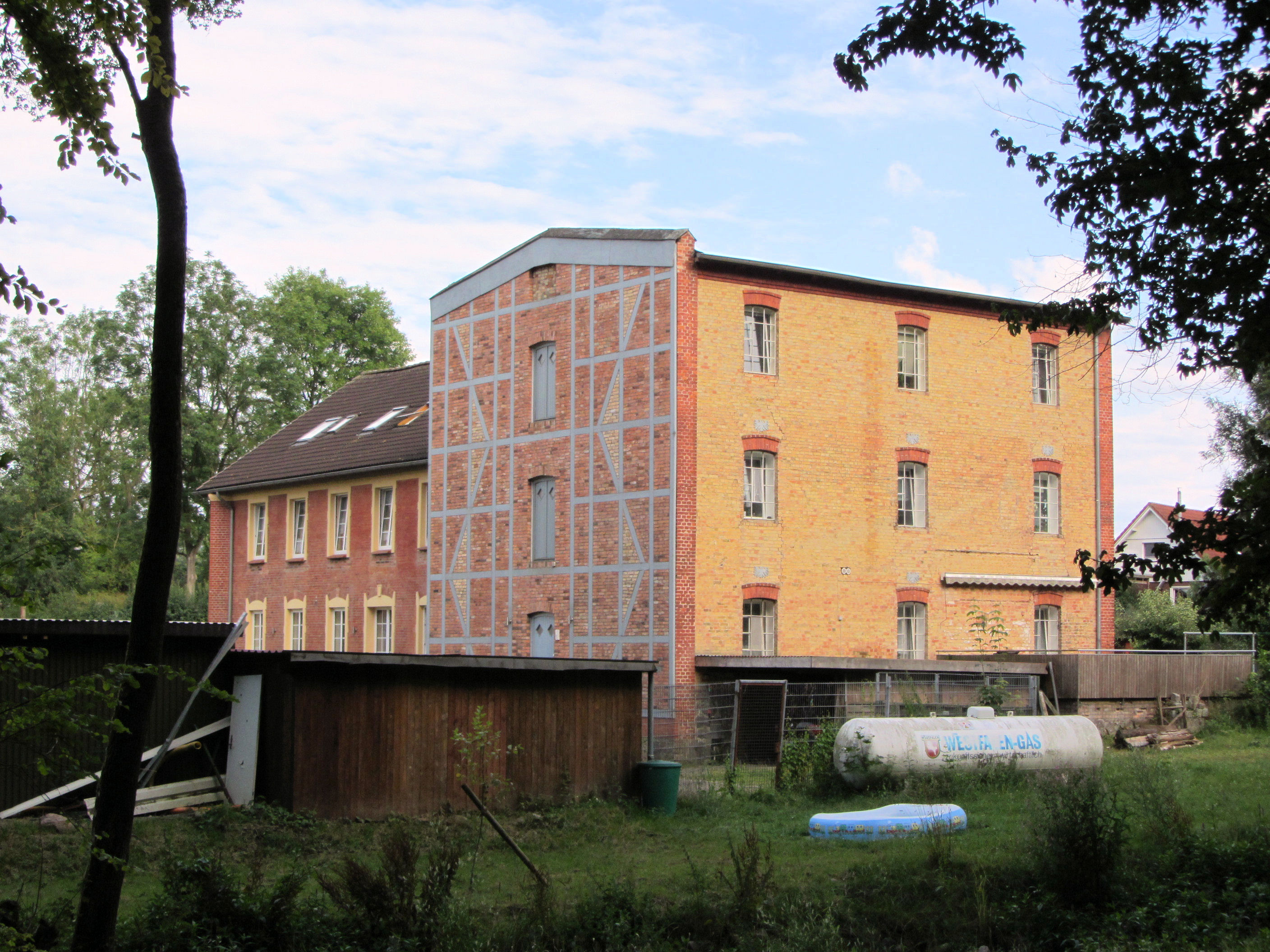
Ehemalige Wassermühle in Moidentin, heute als Wohnhaus genutzt

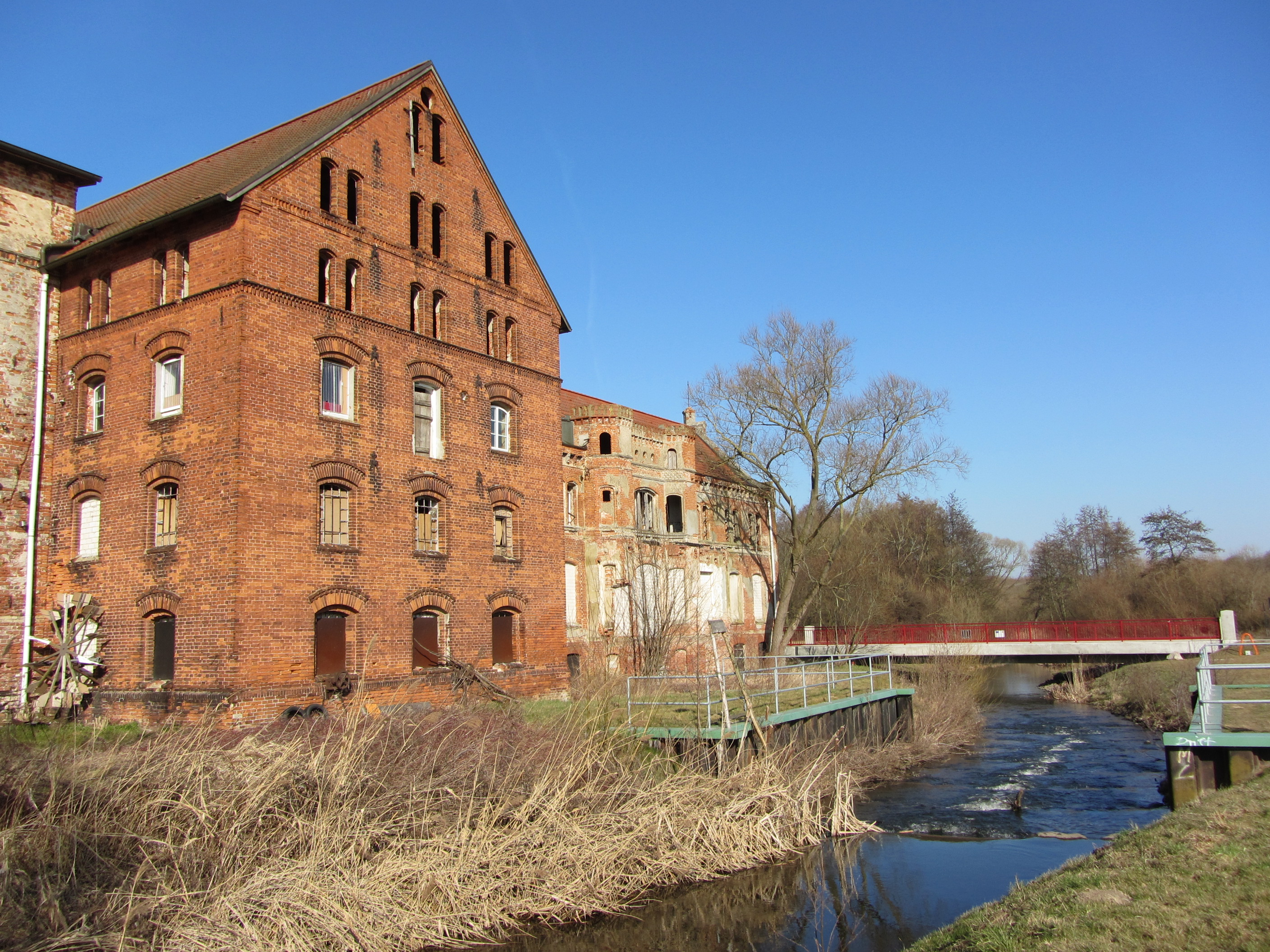
Ehemalige Wassermühle in Kluß bei Wismar

Der natürliche Lauf der Stivine diente zum Betrieb von etwa 14 Mühlen, zum Teil existierten diese bereits 1250, und weitere durch Wasserkraft betriebene Hämmer. Diese Nutzung durch Mühlen hielt bis zum Anfang des 20. Jahrhunderts an. Vom Betrieb einer Wassermühle zeugt noch heute der Mühlenteich in Wismar. Funktionsfähige Wassermühlen sind nicht erhalten. An einigen ehemaligen Mühlenstandorten wurde hinterher Strom aus Wasserkraft erzeugt, 2006 waren noch zwei Turbinen in Betrieb. Das Wasserkraftwerk bei Metelsdorf ist das letzte funktionstüchtige seiner Art im Flusslauf.
Geschichtlich spielt der Wallensteingraben auch für die Versorgung der Bevölkerung eine Rolle. Entlang des Bachlaufs waren diverse Fischer ansässig. Auch diente er der Entwässerung angrenzender landwirtschaftlicher Nutzflächen.
Zeitweise diente der Mühlenteich der Trinkwasserversorgung Wismars. Als bei der Belagerung Wismars 1675 die Wasserleitungen aus Quellen bei Metelsdorf gekappt wurden, erwies sich der Bezug von Wasser aus nur einer Region als nachteilig. Deshalb wurde seit 1685 zusätzlich Wasser aus dem Mühlenteich in einen ehemaligen Wehrturm, der Bestandteil der Stadtbefestigungsanlagen war und heute Alter Wasserturm genannt wird, gefördert und von dort weitergeleitet.
Zu DDR-Zeiten wurde das Gewässer durch Wasserentnahme zur Bewässerung von Ackerflächen und durch Nährstoffeinträge aus der Schweinemast belastet.
Das Kreisagrarmuseum in Dorf Mecklenburg zeigt in einem translozierten Fachwerkhaus eine ständige Ausstellung zum Wallensteingraben und bietet weiterführende Informationen.
In jüngster Zeit sorgten der Einbau einer Fischtreppe in Moidentin,  einem Ortsteil von Dorf Mecklenburg, und ein Besatzprogramm mit Meerforellen für einen Wiederanstieg der Salmonidenpopulation.